# 1998-as Le Mans-i 24 órás verseny
Az 1998-as Le Mans-i 24 órás autóverseny volt a 66. futam a verseny történelmében. Június 6. és június 7. között rendezték meg.

## Végeredmény
| Helyezés   | Kategória | #  | Csapat                                | Versenyző                                                 | Modell                             | Gumi | Körök |
| Helyezés   | Kategória | #  | Csapat                                | Versenyző                                                 | Motor                              | Gumi | Körök |
| ---------- | --------- | -- | ------------------------------------- | --------------------------------------------------------- | ---------------------------------- | ---- | ----- |
| 1          | GT1       | 26 | Porsche AG                            | Laurent Aïello Allan McNish Stéphane Ortelli              | Porsche 911 GT1-98                 | M    | 351   |
| 1          | GT1       | 26 | Porsche AG                            | Laurent Aïello Allan McNish Stéphane Ortelli              | Porsche 3.2L Turbo Flat-6          | M    | 351   |
| 2          | GT1       | 25 | Porsche AG                            | Jörg Müller Uwe Alzen Bob Wollek                          | Porsche 911 GT1-98                 | M    | 350   |
| 2          | GT1       | 25 | Porsche AG                            | Jörg Müller Uwe Alzen Bob Wollek                          | Porsche 3.2L Turbo Flat-6          | M    | 350   |
| 3          | GT1       | 32 | Nissan Motorsports TWR                | Aguri Suzuki Kazuyoshi Hoshino Masahiko Kageyama          | Nissan R390 GT1                    | B    | 347   |
| 3          | GT1       | 32 | Nissan Motorsports TWR                | Aguri Suzuki Kazuyoshi Hoshino Masahiko Kageyama          | Nissan VRH35L 3.5L Turbo V8        | B    | 347   |
| 4          | GT1       | 40 | Gulf Team Davidoff EMKA Racing        | Steve O'Rourke Tim Sugden Bill Auberlen                   | McLaren F1 GTR                     | P    | 343   |
| 4          | GT1       | 40 | Gulf Team Davidoff EMKA Racing        | Steve O'Rourke Tim Sugden Bill Auberlen                   | BMW S70 6.0L V12                   | P    | 343   |
| 5          | GT1       | 30 | Nissan Motorsports TWR                | John Nielsen Michael Krumm Franck Lagorce                 | Nissan R390 GT1                    | B    | 342   |
| 5          | GT1       | 30 | Nissan Motorsports TWR                | John Nielsen Michael Krumm Franck Lagorce                 | Nissan VRH35L 3.5L Turbo V8        | B    | 342   |
| 6          | GT1       | 31 | Nissan Motorsports TWR                | Jan Lammers Érik Comas Andrea Montermini                  | Nissan R390 GT1                    | B    | 342   |
| 6          | GT1       | 31 | Nissan Motorsports TWR                | Jan Lammers Érik Comas Andrea Montermini                  | Nissan VRH35L 3.5L Turbo V8        | B    | 342   |
| 7          | GT1       | 45 | Panoz Motorsports Inc.                | David Brabham Andy Wallace Jamie Davies                   | Panoz Esperante GTR-1              | M    | 335   |
| 7          | GT1       | 45 | Panoz Motorsports Inc.                | David Brabham Andy Wallace Jamie Davies                   | Ford (Roush) 6.0L V8               | M    | 335   |
| 8          | LMP1      | 12 | Doyle-Risi Racing                     | Wayne Taylor Eric van de Poele Fermín Velez               | Ferrari 333 SP                     | P    | 332   |
| 8          | LMP1      | 12 | Doyle-Risi Racing                     | Wayne Taylor Eric van de Poele Fermín Velez               | Ferrari F310E 4.0L V12             | P    | 332   |
| 9          | GT1       | 27 | Toyota Motorsports Toyota Team Europe | Katajama Ukjó Szuzuki Tosio Keiichi Tsuchiya              | Toyota GT-One                      | M    | 326   |
| 9          | GT1       | 27 | Toyota Motorsports Toyota Team Europe | Katajama Ukjó Szuzuki Tosio Keiichi Tsuchiya              | Toyota R36V 3.6L Turbo V8          | M    | 326   |
| 10         | GT1       | 33 | Nissan Motorsports TWR                | Satoshi Motoyama Takuya Kurosawa Masami Kageyama          | Nissan R390 GT1                    | B    | 319   |
| 10         | GT1       | 33 | Nissan Motorsports TWR                | Satoshi Motoyama Takuya Kurosawa Masami Kageyama          | Nissan VRH35L 3.5L Turbo V8        | B    | 319   |
| 11         | GT2       | 53 | Viper Team Oreca                      | Justin Bell David Donohue Luca Drudi                      | Chrysler Viper GTS-R               | M    | 317   |
| 11         | GT2       | 53 | Viper Team Oreca                      | Justin Bell David Donohue Luca Drudi                      | Chrysler 8.0L V10                  | M    | 317   |
| 12         | LMP1      | 16 | Kremer Racing                         | Ricardo Agusta Almo Coppelli Xavier Pompidou              | Kremer K8/2 Spyder                 | G    | 314   |
| 12         | LMP1      | 16 | Kremer Racing                         | Ricardo Agusta Almo Coppelli Xavier Pompidou              | Porsche Type-935 3.2L Turbo Flat-6 | G    | 314   |
| 13         | GT2       | 51 | Viper Team Oreca                      | Olivier Beretta Pedro Lamy Tommy Archer                   | Chrysler Viper GTS-R               | M    | 312   |
| 13         | GT2       | 51 | Viper Team Oreca                      | Olivier Beretta Pedro Lamy Tommy Archer                   | Chrysler 8.0L V10                  | M    | 312   |
| 14         | LMP1      | 3  | Moretti Racing Inc.                   | Gianpiero Moretti Mauro Baldi Didier Theys                | Ferrari 333 SP                     | Y    | 311   |
| 14         | LMP1      | 3  | Moretti Racing Inc.                   | Gianpiero Moretti Mauro Baldi Didier Theys                | Ferrari F310E 4.0L V12             | Y    | 311   |
| 15         | LMP1      | 15 | Courage Compétition                   | Henri Pescarolo Olivier Grouillard Franck Montagny        | Courage C36                        | M    | 304   |
| 15         | LMP1      | 15 | Courage Compétition                   | Henri Pescarolo Olivier Grouillard Franck Montagny        | Porsche Type-935 3.0L Turbo Flat-6 | M    | 304   |
| 16         | LMP1      | 24 | Courage Compétition                   | Yojiro Terada Franck Fréon Olivier Thévenin               | Courage C41                        | M    | 300   |
| 16         | LMP1      | 24 | Courage Compétition                   | Yojiro Terada Franck Fréon Olivier Thévenin               | Porsche Type-935 3.0L Turbo Flat-6 | M    | 300   |
| 17         | GT2       | 64 | Roock Racing                          | Claudia Hürtgen Michel Ligonnet Robert Nearn              | Porsche 911 GT2                    | Y    | 285   |
| 17         | GT2       | 64 | Roock Racing                          | Claudia Hürtgen Michel Ligonnet Robert Nearn              | Porsche 3.8L Turbo Flat-6          | Y    | 285   |
| 18         | GT2       | 69 | Michel Nourry                         | Michel Nourry Thierry Perrier Jean-Louis Ricci            | Porsche 911 GT2                    | ?    | 276   |
| 18         | GT2       | 69 | Michel Nourry                         | Michel Nourry Thierry Perrier Jean-Louis Ricci            | Porsche 3.6L Turbo Flat-6          | ?    | 276   |
| 19         | GT2       | 56 | Chamberlain Engineering               | Gary Ayles Matt Turner Hans Hugenholtz                    | Chrysler Viper GTS-R               | D    | 270   |
| 19         | GT2       | 56 | Chamberlain Engineering               | Gary Ayles Matt Turner Hans Hugenholtz                    | Chrysler 8.0L V10                  | D    | 270   |
| 20         | GT2       | 68 | Elf Haberthur Racing                  | Eric Graham Hervé Poulain Jean-Luc Maury-Laribière        | Porsche 911 GT2                    | D    | 268   |
| 20         | GT2       | 68 | Elf Haberthur Racing                  | Eric Graham Hervé Poulain Jean-Luc Maury-Laribière        | Porsche 3.6L Turbo Flat-6          | D    | 268   |
| 21         | GT2       | 55 | Chamberlain Engineering               | Ni Amorim Gonçalo Gomes Manuel Mello-Breyner              | Chrysler Viper GTS-R               | D    | 264   |
| 21         | GT2       | 55 | Chamberlain Engineering               | Ni Amorim Gonçalo Gomes Manuel Mello-Breyner              | Chrysler 8.0L V10                  | D    | 264   |
| 22         | GT2       | 65 | Roock Racing                          | Rob Schirle André Ahrle David Warnock                     | Porsche 911 GT2                    | Y    | 247   |
| 22         | GT2       | 65 | Roock Racing                          | Rob Schirle André Ahrle David Warnock                     | Porsche 3.6L Turbo Flat-6          | Y    | 247   |
| 23         | GT2       | 72 | Larbre Compétition                    | Patrice Goueslard Jean-Luc Chereau Pierre Yver            | Porsche 911 GT2                    | M    | 240   |
| 23         | GT2       | 72 | Larbre Compétition                    | Patrice Goueslard Jean-Luc Chereau Pierre Yver            | Porsche 3.6L Turbo Flat-6          | M    | 240   |
| 24 Kiesett | GT1       | 29 | Toyota Motorsport Toyota Team Europe  | Thierry Boutsen Ralf Kelleners Geoff Lees                 | Toyota GT-One                      | M    | 330   |
| 24 Kiesett | GT1       | 29 | Toyota Motorsport Toyota Team Europe  | Thierry Boutsen Ralf Kelleners Geoff Lees                 | Toyota R36V 3.6L Turbo V8          | M    | 330   |
| 25 Kiesett | GT2       | 71 | Estoril Racing Communication          | Michel Maisonneuve Manuel Monteiro Michel Monteiro        | Porsche 911 GT2                    | P    | 277   |
| 25 Kiesett | GT2       | 71 | Estoril Racing Communication          | Michel Maisonneuve Manuel Monteiro Michel Monteiro        | Porsche 3.6L Turbo Flat-6          | P    | 277   |
| 26 Kiesett | GT1       | 44 | Panoz Motorsports Inc. DAMS           | Eric Bernard Christophe Tinseau Johnny O'Connell          | Panoz Esperante GTR-1              | M    | 236   |
| 26 Kiesett | GT1       | 44 | Panoz Motorsports Inc. DAMS           | Eric Bernard Christophe Tinseau Johnny O'Connell          | Ford (Roush) 6.0L V8               | M    | 236   |
| 27 Kiesett | LMP1      | 13 | Courage Compétition                   | Didier Cottaz Marc Goossens Jean-Philippe Belloc          | Courage C51                        | M    | 232   |
| 27 Kiesett | LMP1      | 13 | Courage Compétition                   | Didier Cottaz Marc Goossens Jean-Philippe Belloc          | Nissan VRH35Z 3.0L Turbo V8        | M    | 232   |
| 28 Kiesett | GT1       | 41 | Gulf Team Davidoff GTC Competition    | Dr. Thomas Bscher Emanuele Pirro Rinaldo Capello          | McLaren F1 GTR                     | G    | 228   |
| 28 Kiesett | GT1       | 41 | Gulf Team Davidoff GTC Competition    | Dr. Thomas Bscher Emanuele Pirro Rinaldo Capello          | BMW S70 6.0L V12                   | G    | 228   |
| 29 Kiesett | LMP1      | 8  | Porsche AG Joest Racing               | Pierre-Henri Raphanel David Murry James Weaver            | Porsche LMP1-98                    | M    | 218   |
| 29 Kiesett | LMP1      | 8  | Porsche AG Joest Racing               | Pierre-Henri Raphanel David Murry James Weaver            | Porsche Type-935 3.2L Turbo Flat-6 | M    | 218   |
| 30 Kiesett | LMP1      | 10 | Pilot Racing                          | Michel Ferté Pascal Fabre François Migault                | Ferrari 333 SP                     | ?    | 203   |
| 30 Kiesett | LMP1      | 10 | Pilot Racing                          | Michel Ferté Pascal Fabre François Migault                | Ferrari F310E 4.0L V12             | ?    | 203   |
| 31 Kiesett | GT2       | 67 | Elf Haberthur Racing                  | Michel Neugarten Jean-Claude Lagniez David Smadja         | Porsche 911 GT2                    | D    | 198   |
| 31 Kiesett | GT2       | 67 | Elf Haberthur Racing                  | Michel Neugarten Jean-Claude Lagniez David Smadja         | Porsche 3.6L Turbo Flat-6          | D    | 198   |
| 32 Kiesett | GT1       | 28 | Toyota Motorsports Toyota Team Europe | Martin Brundle Emmanuel Collard Eric Hélary               | Toyota GT-One                      | M    | 191   |
| 32 Kiesett | GT1       | 28 | Toyota Motorsports Toyota Team Europe | Martin Brundle Emmanuel Collard Eric Hélary               | Toyota R36V 3.6L Turbo V8          | M    | 191   |
| 33 Kiesett | LMP1      | 5  | JB Racing                             | Vincenzo Sospiri Jean-Christophe Boullion Jérôme Policand | Ferrari 333 SP                     | M    | 187   |
| 33 Kiesett | LMP1      | 5  | JB Racing                             | Vincenzo Sospiri Jean-Christophe Boullion Jérôme Policand | Ferrari F310E 4.0L V12             | M    | 187   |
| 34 Kiesett | GT2       | 60 | Chereau Sports Larbre Compétition     | Jean-Pierre Jarier Carl Rosenblad Robin Donovan           | Porsche 911 GT2                    | M    | 164   |
| 34 Kiesett | GT2       | 60 | Chereau Sports Larbre Compétition     | Jean-Pierre Jarier Carl Rosenblad Robin Donovan           | Porsche 3.6L Turbo Flat-6          | M    | 164   |
| 35 Kiesett | GT2       | 62 | CJ Motorsport                         | John Morton John Graham Harald Grohs                      | Porsche 911 GT2                    | G    | 164   |
| 35 Kiesett | GT2       | 62 | CJ Motorsport                         | John Morton John Graham Harald Grohs                      | Porsche 3.6L Turbo Flat-6          | G    | 164   |
| 36 Kiesett | LMP1      | 21 | Solution F                            | Philippe Gache Wayne Gardner Didier de Radigues           | Riley & Scott MkIII                | P    | 155   |
| 36 Kiesett | LMP1      | 21 | Solution F                            | Philippe Gache Wayne Gardner Didier de Radigues           | Ford 5.1L V8                       | P    | 155   |
| 37 Kiesett | LMP1      | 14 | Courage Compétition                   | Fredrik Ekblom Patrice Gay Tetsuya Tsuchiya               | Courage C51                        | M    | 126   |
| 37 Kiesett | LMP1      | 14 | Courage Compétition                   | Fredrik Ekblom Patrice Gay Tetsuya Tsuchiya               | Nissan VRH35Z 3.5L Turbo V8        | M    | 126   |
| 38 Kiesett | LMP1      | 7  | Porsche AG Joest Racing               | Michele Alboreto Stefan Johansson Yannick Dalmas          | Porsche LMP1-98                    | M    | 107   |
| 38 Kiesett | LMP1      | 7  | Porsche AG Joest Racing               | Michele Alboreto Stefan Johansson Yannick Dalmas          | Porsche Type-935 3.2L Turbo Flat-6 | M    | 107   |
| 39 Kiesett | LMP2      | 22 | Didier Bonnet                         | Lionel Robert Eduoard Sezionale Pierre Bruneau            | Debora LMP2                        | M    | 106   |
| 39 Kiesett | LMP2      | 22 | Didier Bonnet                         | Lionel Robert Eduoard Sezionale Pierre Bruneau            | BMW S50 3.2L I6                    | M    | 106   |
| 40 Kiesett | GT2       | 61 | Krauss Race Sports Intl.              | Bernhard Müller Michael Trunk Ernst Palmberger            | Porsche 911 GT2                    | D    | 71    |
| 40 Kiesett | GT2       | 61 | Krauss Race Sports Intl.              | Bernhard Müller Michael Trunk Ernst Palmberger            | Porsche 3.6L Turbo Flat-6          | D    | 71    |
| 41 Kiesett | LMP1      | 1  | Team BMW Motorsport                   | Hans Joachim Stuck Steve Soper Tom Kristensen             | BMW V12 LM                         | M    | 60    |
| 41 Kiesett | LMP1      | 1  | Team BMW Motorsport                   | Hans Joachim Stuck Steve Soper Tom Kristensen             | BMW S70 6.0L V12                   | M    | 60    |
| 42 Kiesett | LMP1      | 2  | Team BMW Motorsport                   | Pierluigi Martini Joachim Winkelhock Johnny Cecotto       | BMW V12 LM                         | M    | 43    |
| 42 Kiesett | LMP1      | 2  | Team BMW Motorsport                   | Pierluigi Martini Joachim Winkelhock Johnny Cecotto       | BMW S70 6.0L V12                   | M    | 43    |
| 43 Kiesett | GT1       | 36 | AMG-Mercedes                          | Jean-Marc Gounon Ricardo Zonta Christophe Bouchut         | Mercedes-Benz CLK-LM               | B    | 31    |
| 43 Kiesett | GT1       | 36 | AMG-Mercedes                          | Jean-Marc Gounon Ricardo Zonta Christophe Bouchut         | Mercedes-Benz M119 5.0L V8         | B    | 31    |
| 44 Kiesett | GT2       | 50 | Viper Team Oreca                      | Karl Wendlinger Marc Duez Patrick Huisman                 | Chrysler Viper GTS-R               | M    | 28    |
| 44 Kiesett | GT2       | 50 | Viper Team Oreca                      | Karl Wendlinger Marc Duez Patrick Huisman                 | Chrysler 8.0L V10                  | M    | 28    |
| 45 Kiesett | GT2       | 70 | Konrad Motorsport                     | Franz Konrad Larry Schumacher Nick Ham                    | Porsche 911 GT2                    | D    | 24    |
| 45 Kiesett | GT2       | 70 | Konrad Motorsport                     | Franz Konrad Larry Schumacher Nick Ham                    | Porsche 3.6L Turbo Flat-6          | D    | 24    |
| 46 Kiesett | GT1       | 35 | AMG-Mercedes                          | Bernd Schneider Mark Webber Klaus Ludwig                  | Mercedes-Benz CLK-LM               | B    | 19    |
| 46 Kiesett | GT1       | 35 | AMG-Mercedes                          | Bernd Schneider Mark Webber Klaus Ludwig                  | Mercedes-Benz M119 5.0L V8         | B    | 19    |
| 47 Kiesett | GT2       | 73 | Konrad Motorsport                     | Toni Seiler Peter Kitchak Angelo Zadra                    | Porsche 911 GT2                    | D    | 2     |
| 47 Kiesett | GT2       | 73 | Konrad Motorsport                     | Toni Seiler Peter Kitchak Angelo Zadra                    | Porsche 3.6L Turbo Flat-6          | D    | 2     |